# Temple aux yeux
Le temple aux yeux est un édifice daté de la période de Djemdet Nasr (fin de la période d'Uruk, vers -3000) et situé à Tell Brak, l'antique Nagar (ou Nawar), aujourd'hui dans l'extrême est de la Syrie. Il est ainsi dénommé en raison de la découverte dans le temple plus de 200 exemplaires d'idoles en albâtre, plates, dites « aux yeux », qui représentent des personnages à une ou deux têtes dont les yeux (jusqu'à six) occupaient presque toute la surface supérieure. Une partie de ses idoles sont conservées au musée de Deir ez-Zor. Cet ensemble semble constituer un dépôt d’offrandes, mêlé à d'autres artéfacts comme des amulettes zoomorphes, des perles en faïence ou en cristal de roche.

## Architecture

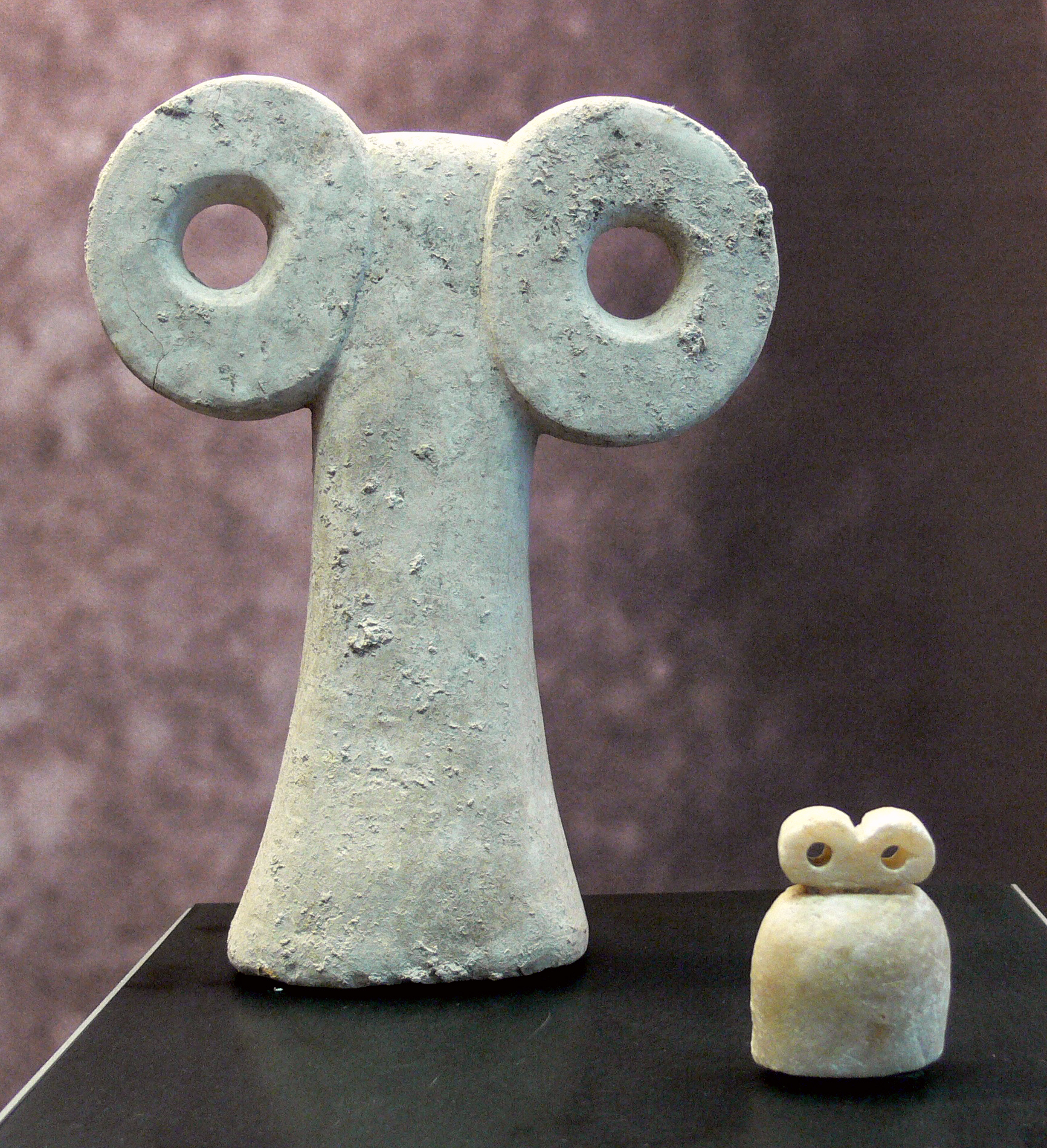
Deux « idoles aux yeux », Museum zu Allerheiligen, Schaffhouse, Suisse.

Le temple mesure 30 mètres par 25. Les murs extérieurs sont revêtues de mosaïques faites de cônes et de rosettes de pierre, dans le style venu de basse Mésopotamie tandis que l'intérieur est recouvert de feuilles de cuivre. Au fond du temple se trouvait un autel décoré de pierres blanchâtres et de lapis-lazuli.